# Трепов Дмитро Федорович
Тре́́пов Дмитро Федорович (рос. Трепов, Дмитрий Фёдорович; 2 [14] грудня 1855, Санкт-Петербург, Російська імперія — 2 [15] вересня 1906, Санкт-Петербург, Російська імперія) — генерал, з січня 1905 р. петербурзький генерал-губернатор, потім товариш міністра внутрішніх справ Російської імперії, комендант царського палацу.
Трепов «прославився» розстрілами робітничих демонстрацій під час Першої російської революції й переглядом куцих обіцянок свобод, які царат змушений був, під натиском революційних подій, пообіцяти народові.

## Цікаві факти
Український письменник Михайло Коцюбинський у своєму творі «Intermezzo» використав особистість Дмитра Трепова як один з образів твору — одну з трьох білих вівчарок, символ деградації царського устрою.